# Платинадигерманий
Пла̀тинадигерма́ний — бинарное неорганическое соединение, интерметаллид
платины и германия
с формулой PtGe2,
кристаллы.

## Получение
- Сплавление стехиометрических количеств чистых веществ:

{\displaystyle {\mathsf {Pt+2Ge\ {\xrightarrow {855^{o}C}}\ Ge_{2}Pt}}}

## Физические свойства
Платинадигерманий образует кристаллы ромбической сингонии, пространственная группа P nnm, параметры ячейки a = 0,6185 нм, b = 0,5767 нм, c = 0,2908 нм, Z = 4,
структура типа карбида железа Fe2C (или хлорида кальция CaCl2)
.
Соединение образуется по перитектической реакции при температуре 855 °C 
(828 °C ).